# Kahuzi-Klettermaus
Die Kahuzi-Klettermaus (Dendromus kahuziensis) ist ein wenig erforschtes Nagetier aus der Gattung der Afrikanischen Klettermäuse (Dendromus). Sie ist nur von zwei Exemplaren, einem Männchen und einem Weibchen bekannt, die 1967 und 1972 von Fritz Dieterlen und seinen Mitarbeitern am Kahuzi in der Demokratischen Republik Kongo gesammelt wurden.

## Merkmale
Das Männchen hat eine Kopf-Rumpf-Länge von 82 mm, eine Schwanzlänge von 132 mm, eine Hinterfußlänge von 22 mm, eine Ohrenlänge von 15 mm, eine Schädellänge von 23,7 mm, eine Schädelbreite von 10,8 mm und ein Gewicht von 12 g. Die gesamte Länge der oberen Zahnreihe vom ersten bis zum dritten Molar beträgt 3,5 mm. Beim Weibchen misst die Kopf-Rumpf-Länge 77 mm, die Schwanzlänge 120 mm, die Hinterfußlänge 21 mm, die Ohrenlänge 14 mm, die Schädellänge 23,4 mm und die Schädelbreite 11 mm. Das Gewicht beim Weibchen beträgt 10 g und die gesamte Länge der oberen Zahnreihe vom ersten bis zum dritten Molar 3,4 mm. Der Schädel des Männchens ist beschädigt, der des Weibchens ist komplett. Die Haarspitzen der Oberseite sind mittelbraun. Das Fell darunter ist durchweg grauschwarz. Vom Kopf (auf Augenhöhe) bis zur Schwanzbasis verläuft ein breiter Aalstrich, der mit 8 mm breiter ist, als bei den anderen Dendromus-Arten.
Die Flankenhaare sind heller mit hellbräunlichen Spitzen. Das Kinn, die Kehle und die Brust sind weiß. Die übrige Unterseite bis zum Körperende ist dunkelgrau. Der Kopf ist an den Wangen und hinter den Augen hellbraun. Um die Augen verlaufen schwarze Ringe, die sich nach vorne bis hin zur Nasalregion erstrecken. Die Ohren haben spärliche kurze schwarze und rötliche Haare. Die Hände haben drei lange Finger. Der Daumen ist rudimentär. Der fünfte Finger ist winzig. Die Hinterfüße haben fünf Zehen. Der erste Zeh ist kurz ohne Nägel oder Krallen. Der fünfte Zeh ist lang, opponierbar und hat eine lange Kralle. Der lange Schwanz, der 157 Prozent der Kopf-Rumpf-Länge ausmacht, ist verhältnismäßig länger als bei anderen Dendromus-Arten. Er hat kurze dunkle Borstenhaare, die an der Oberseite dunkler und an der Unterseite heller sind. Die Oberseite der Füße ist rötlich-silbrig behaart. Im Bereich der Ferse ist ein deutlich ausgeprägter dunkler Fleck.
Der Schädel zeigt eine breite, rundliche Hirnkapsel, eine schmale Interorbitalstelle, relative große Paukenhöhlen und eine stark nach oben gebogene Jochbogenplatte. Das Rostrum und das Nasenbein sind sehr lang. Die langen Gaumenspalten enden schon am Beginn der Molarenreihe. Der Vorderrand des Jochbogens über dem infraorbitalen Foramen ist ausgekehlt. Das Hinterhauptsloch zeigt am oberen Rand eine Ausbuchtung nach oben. 
Die Anzahl der Zitzen und der Karyotyp sind unbekannt.

## Verbreitung und Lebensraum
Die Kahuzi-Klettermaus bewohnt die Afromontane Zone in 1900 bis 2100 m Höhe. Sie ist nur von einem Montanwald an den Südsüdwest-Hängen des Kahuzi bekannt, der sich rund 20 km westlich des Kiwusees in der Demokratischen Republik Kongo befindet. Der einzige bekannte Lebensraum ist eine tiefe Schlucht mit einem kleinen Bach, die von einem dichten Bergwald bedeckt ist. Das dominierende Gewächs ist die Bambusart Arundinaria alpina. Vorkommende Baumarten sind Polyscias fulva, Symphonia globulifera und Neobutonia macrocalyx. Farne werden durch Cyathea manniana und Marattia fraxinea repräsentiert. Die Kahuzi-Klettermaus ist die einzige Drendromus-Art, die in Montanwäldern lebt.

## Lebensweise
Die Beschaffenheit der Vorderfüße und der Hinterfüße sowie der lange Schwanz deuten darauf hin, dass diese Mäuse gute Kletterer sind. Wahrscheinlich verbringen sie die meiste Zeit am Boden, wie andere Dendromus-Arten, die im Grasland leben. Die beiden bekannten Exemplare wurden in Schlagfallen auf dem Boden gefangen. Anscheinend kommen diese Mäuse manchmal auf dem Boden hinunter, möglicherweise bei der Nahrungssuche. Der Mageninhalt des 1972 gefangenen Weibchens enthielt gleichartiges, gut zerkautes Pflanzenmaterial, das vermutlich aus Samen und Früchten bestand. Grüne Vegetation und Tierreste waren nicht vorhanden.

## Status
Die IUCN stuft die Kahuzi-Klettermaus in die Kategorie „vom Aussterben bedroht“ (critically endangered) ein. Der Zoologe Duane A. Schlitter bezeichnete die Kahuzi-Klettermaus im Jahr 1989 als selten. Das Verbreitungsgebiet der Kahuzi-Klettermaus liegt im Kahnti-Biega-Nationalpark und umfasst wahrscheinlich weniger als 100 km². Bei Suchen in angrenzenden Regionen konnte diese Art nicht gefunden werden. Als Hauptgefährdung gelten illegale Abholzung und Brände.